# 绿短鳍鱼
绿短鳍鱼为笛鲷科短鳍鱼属的唯一一種鱼类，俗名蓝笛鲷、绿笛鲷、绿短臂鱼。

## 分布
分布于印度洋塞舌尔群岛、毛里求斯至太平洋、夏威夷群岛和社会群岛、北自冲绳群岛、南至昆士兰、台湾岛以及中沙群岛、西沙群岛、南沙群岛等，常栖息于热带和亚热带沿岸水域。该物种的模式产地在塞舌尔。棲息深度可達180公尺。

## 形態
體長可達112公分。

## 生態
生活在水域寬闊的潟湖、臨海礁石，屬肉食性，以魚類、頭足類、甲殼類、浮游生物等為食。

## 經濟利用
可作為食用魚、觀賞魚及遊釣魚，有雪卡魚毒的紀錄。